# Bulgarije op de Olympische Zomerspelen 1924
Bulgarije nam deel aan de Olympische Zomerspelen 1924 in Parijs, Frankrijk. Het was de eerste deelname van het land aan de Spelen, alhoewel sommige bronnen beweren dat Charles Champaud namens Bulgarije deel nam aan de Olympische Spelen van 1896.
Vier atleten, zeven wielrenners, twee ruiters en het voetbalteam waren aanwezig in Parijs.

## Deelnemers en resultaten
(m) = mannen, (v) = vrouwen 

### Atletiek
| Olympiër            | Discipline             | Resultaat | Prestatie                             |
| ------------------- | ---------------------- | --------- | ------------------------------------- |
| Kiril Petrunov      | 400m (m)               | onbekend  | serie 3: 4de                          |
| Lyuben Karastoyanov | 1500m (m)              | onbekend  | serie 5: 6de                          |
| Anton Tsvetanov     | 10000m (m)             | DNF       | niet gefinisht                        |
| Vasil Venkov        | 10000m (m)             | DNF       | niet gefinisht                        |
| Kiril Petrunov      | verspringen (m)        | 26e       | kwalificatie groep 1: 9de met 6,00m   |
| Kiril Petrunov      | hink-stap-springen (m) | 18e       | kwalificatie groep 1: 9de met 12,015m |

### Paardensport
| Olympiër          | Discipline  | Resultaat | Prestatie |
| Dressuur          | Dressuur    | Dressuur  | Dressuur |
| ----------------- | ----------- | --------- | --- |
| Vladimir Stoychev | individueel | 17e       | 220,2 punten |
| Eventing          |             |           | |
| Krum Lekarski     | individueel | DNF       | dressuur: 13de met 157 punten crosscountry: niet gefinisht                                                                 |
| Vladimir Stoychev | individueel | 31e       | dressuur: 11de met 162 punten crosscountry: 35ste met 251 punten springconcours: 23ste met 120 punten totaal: 533,5 punten |

### Voetbal
| Olympiër | Discipline | Resultaat | Prestatie                                      |
| --- | ---------- | --------- | ---------------------------------------------- |
| Aleksandar Khristov Boris Bonov Dimitar Mutafchiev Geno Mateev Ivan Radoev Konstantin Maznikov Kiril Yovovich Nikola Mutafchiev Petar Ivanov Simeon Yankov Todor Vladimirov Konstantin Maznikov Kiril Yovovich | mannen     | 9e        | 1ste ronde: vrij 2de ronde: V van Ierland: 0-1 |

### Wielersport
| Olympiër                                                            | Discipline         | Resultaat | Prestatie                                          |
| Baan                                                                | Baan               | Baan      | Baan                                               |
| ------------------------------------------------------------------- | ------------------ | --------- | -------------------------------------------------- |
| Boris Dimchev                                                       | sprint (m)         | DNF       | 1ste ronde serie 3: 3de herkansingen: niet gestart |
| Prodan Georgiev                                                     | 50km (m)           | onbekend  |                                                    |
| Borislav Stoyanov                                                   | 50km (m)           | onbekend  |                                                    |
| Weg                                                                 |                    |           |                                                    |
| Georgi Abadzhiev                                                    | tijdrit (m)        | 53e       | 8:08.35,0                                          |
| Atanas Atanasov                                                     | tijdrit (m)        | DNF       | niet gefinisht                                     |
| Mikhail Georgiev                                                    | tijdrit (m)        | DNF       | niet gefinisht                                     |
| Mikhail Klaynerov                                                   | tijdrit (m)        | 57e       | 8:23.18,0                                          |
| Georgi Abadzhiev Atanas Atanasov Mikhail Georgiev Mikhail Klaynerov | ploegentijdrit (m) | DNF       | niet gefinisht                                     |

Argentinië · Australië · België · Brazilië · Brits-Indië · Bulgarije · Canada · Chili · Cuba · Denemarken · Ecuador · Egypte · Estland · Filipijnen · Finland · Frankrijk · Griekenland · Groot-Brittannië · Haïti · Hongarije · Ierland · Italië · Japan · Joegoslavië · Letland · Litouwen · Luxemburg · Mexico · Monaco · Nederland · Nieuw-Zeeland · Noorwegen · Oostenrijk · Polen · Portugal · Roemenië · Spanje · Tsjecho-Slowakije · Turkije · Uruguay · Verenigde Staten · Zuid-Afrika · Zweden · Zwitserland